# Sacaca
Sacaca es un municipio y localidad de Bolivia, capital de la provincia de Alonso de Ibáñez en la región norte del departamento de Potosí. Cuenta con 19.725 habitantes y está a 181 km de la ciudad de Potosí, capital departamental. No tiene vinculación caminera con la capital de su departamento, existe un camino en muy mal estado hacia la ciudad de Oruro, también tiene acceso a la ciudad de Cochabamba.
El municipio tiene una topografía accidentada y rocosa, perteneciente a la Cordillera Oriental de Bolivia, con laderas y cabeceras de valle, llanuras y pequeñas colinas, con una diversidad de climas y alturas. Presenta un clima frío a templado, con temperaturas de -0.1 °C a 21 °C, y una media anual de 12 °C. Sus recursos hídricos son escasos, con ríos pequeños, vertientes, lagos menores, pozos, quebradas temporales y microcuencas cerradas. Los ríos Colloma y Fundición son los principales. La población es de origen quechua y en algunas comunidades de origen aimara. Cuenta con organizaciones originarias, ayllus, sindicatos agrarios, organizaciones de mujeres y otros.

## Historia
Este lugar fue capital de la confederación Charcas Qhara-Qhara antes del advenimiento de la cultura Inca. A este nombre se debe la Real Audiencia de Charcas en la época colonial.
En Sacaca funciona una obra misional Claretiana, que recientemente restauró la iglesia del pueblo, la misma data más de 400 años.
Sacaca es famosa porque allí vivió Alonso Ayaviri, indígena que impulsó una rebelión contra los españoles. Otro importante personaje fue Juan Ayaviri, indígena que escribió una carta al rey de España de aquel entonces pidiéndole que se le reconociera como un noble y pudiera andar como un caballero hidalgo español, indicando que su familia no hizo faltar indios para el Cerro Rico de Potosí. En febrero, 15 de mayo y 2 de noviembre de cada año los indígenas de estas tierras participan del tinku, una pelea ritual muy arraigada en la región, también lo es el Toro Tinku, muy propio de Sacaca, puesto que esta población poseía en el pasado un terreno para esta práctica. Además está la festividad de San Isidro Labrador, cuya figura posa con el arado y sus dos bueyes.

## Demografía
De acuerdo con el censo boliviano de 2024, la población del municipio de Sacaca es de 17 188 habitantes.
La población del municipio aumentó ligeramente entre 1992 y 2024:
| Año  | Habitantes (municipio) | Fuente |
| ---- | ---------------------- | ------ |
| 1992 | 14.638                 | Censo  |
| 2001 | 18.725                 | Censo  |
| 2012 | 19.266                 | Censo  |
| 2024 | 17.188                 | Censo  |

## División orgánica
El municipio de Sacaca está dividido en cuatro zonas, zona Aimara, zona Quechua, zona Mallkukota y zona Valle, que a su vez estas se subdividen en 16 subcentrales y 185 comunidades. La máxima autoridad organizacional es la central seccional del municipio de Sacaca (varones) y Central seccional de Sacaca Bartolina Sisa (mujeres).
Sub Centrales:
- Layupampa
- Vila Vila
- Sillu Sillu
- Tarwachapi
- Ventilla
- Pichuya
- Laytojo
- Huaraya
- Colloma
- Mallku Qota
- Acomarca
- Alta Ticanoma
- Sakani
- Iturata
- Karankani
- Jankarachi
- Población Sacaca

## División administrativa
- Distrito Indígena Sakani
- Distrito Indígena Challakasa
- Distrito Indígena Colloma
- Distrito Indígena Mallku Qota

## Idioma
El idioma principal que se habla en el municipio es el aimara 65.37%, seguido por el quechua 29.27% y el español 5.26%.

## Economía
Las principales actividades económicas de la zona son la agricultura, ganadería, caza, silvicultura 76.29 % y la industria manufacturera 7.55 %. Principales grupos ocupacionales son la agropecuaria, pecuaria, pesca 75.73 % y la industria minera extractiva, construcción, manufactura 12.23 %.
La población en edad de trabajar suma 12.421 personas y la población económicamente activa 7.581 personas. Las ocupaciones por categoría en el empleo son asalariados 503, independientes con remuneración 4.989, independientes sin remuneración 920 y población en edad escolar que trabaja 1.094.
| Pobreza                      | Total  | Urbano | Rural  |
| ---------------------------- | ------ | ------ | ------ |
| Población pobreza            | 17.629 | 0      | 17.629 |
| Población en extrema pobreza | 16.551 | 0      | 16.551 |

## Transporte
Sacaca se encuentra a 230 kilómetros por carretera al sureste de Oruro, capital del departamento homónimo.
Desde Oruro, la carretera asfaltada Ruta 1 conduce al sur 22 km vía Vinto hasta Machacamarquita, ocho kilómetros al norte de Machacamarca. En Machacamarquita, la Ruta 6 se bifurca en dirección sureste y, luego de 79 km, llega a la localidad de Llallagua. Desde allí, la Ruta 6 conduce otros siete kilómetros hasta la capital provincial, Uncía. Aquí se bifurca hacia el este un camino rural sin pavimentar que, a través de Chayanta e Irupata, conduce al noreste hasta Colloma y luego hasta Acasio. Detrás de Colloma, tras 26 km, una carretera rural se bifurca hacia el norte, pasando por la localidad de Vila Vila y llegando a Sacaca tras otros 39 km.
El camino luego continúa en dirección noroeste hasta Bolívar en el departamento de Cochabamba, desde donde existen conexiones viales tanto al oeste hasta Oruro como al noreste hasta la ciudad de Cochabamba.